# 勞氏刺鰍
勞氏刺鰍為輻鰭魚綱合鰓目刺鰍亞目刺鰍科的其中一種，分布於非洲剛果河中下游流域，體長可達33.8公分，棲息在中底層水域，屬肉食性，可做為食用魚。